# Sei Simujur
Sei Simujur is een bestuurslaag in het regentschap Batu Bara van de provincie Noord-Sumatra, Indonesië. Sei Simujur telt 3156 inwoners (volkstelling 2010).